# Ehime FC
Ehime F.C. (jap. 愛媛FC Ehime Efushī) – japoński klub piłkarski grający w J2 League. Klub ma siedzibę w Matsuyama w prefekturze Ehime, na wyspie Sikoku.
Ehime F.C. jest jednym z dwóch klubów J-League z wyspy Sikoku. Ich lokalnym rywalem jest Tokushima Vortis.